# Bwana Devil
Bwana Devil (en español, Bwana, el diablo de la selva) es una película dramática basada en la historia verdadera de los devoradores de hombres de Tsavo.
Fue escrita, dirigida y producida por Arch Oboler y es considerada la primera película en colores norteamericana con efectos estereoscópicos 3D.  La misma dio comienzo al boom de películas con efectos tridimensionales en la industria cinematográfica de Estados Unidos desde 1952 a 1954.

## Argumento
El mítico realizador de serie B Arch Oboler utiliza la historia real de dos leones asesinos que colapsaron las obras de un ferrocarril africano, años más tarde retomada en la lujosa Los demonios de la noche.

## Elenco
- Robert Stack como Bob Hayward.
- Barbara Britton como Alice Hayward.
- Nigel Bruce como el Doctor Angus McLean.
- Ramsay Hill como Major Parkhurst.
- Paul McVey como Commissioner.
- Hope Miller como la chica portuguesa.
- John Dodsworth como Sir William Drayton.
- Patrick O'Moore como Ballinger.
- Patrick Aherne como Latham.
- Edward C. Short (aparece acreditado como Edward Short).
- Bhogwan Singh como Indian Headman.
- Paul Thompson.
- Bhupesh Guha como la bailarina.
- Bal Seirgakar como Indian Hunter.
- Kalu K. Sonkur como Karparim.
- Miles Clark como Mukosi.